# فيروسات مكروية
الفيروسات المكروية (بالإنجليزية: Microviridae)‏ هي عائلة من العاثيات تضم الأجناس التالية:
- جنس فيروس مكروي; الأنواع: عاثية الأمعاء φX174.
- جنس فيروس مكروي ملتوي; الأنواع: عاثية البلازما الملتوية 4.
- جنس فيروس مكروي أعلوقي; الأنواع: عاثية الأعلوقة MAC1.
- جنس فيروس مكروي متدثر; الأنواع: عاثية المتدثرة 1.